# Deutschfolk
Deutschfolk ist eine Bezeichnung für Folkmusik, die aus deutschsprachigen Quellen stammt. Insbesondere in den 1970er Jahren war diese Stilrichtung populär. Der Begriff „Deutschfolk“ wird aber überwiegend erst im Sinne eines (subjektiv empfundenen) Wiederauflebens der deutschsprachigen Folkmusik um 2000 verwendet.
Deutsche Volkslieder und neuere Kunstlieder mit Volksliedcharakter werden dabei analog zu den Interpreten irischer Volksmusik oder US-amerikanischer Liedermacher, oft aber mit deren Instrumentarium gesungen. Dazu kommen bei vielen Bands Tänze deutschen oder anderen Ursprungs. Zu den häufig verwendeten Instrumenten gehören Zupfinstrumente wie Gitarre, Mandoline, Bouzouki, seltener auch Geige und Akkordeon oder andere Instrumente aus der traditionellen Volksmusik. 
Deutschfolk entstand um 1970 im Zuge der Popularisierung irischer, schottischer und US-amerikanischer Lieder in Deutschland. Damals wollten zahlreiche deutsche Folkmusiker neben der Adaption englischsprachiger Volksmusik oder der Musik anderer Länder auch Lieder in ihrer Muttersprache singen. Die anfängliche Distanz der Nachkriegszeit zu deutschen Volksliedern wurde so überwunden. In der DDR begann der Aufstieg der Folkmusik einige Jahre später. 
Im Gegensatz zur Volksmusik versuchen die Interpreten des Deutschfolk nicht, Tanzmelodien und Lieder zu reproduzieren. Stattdessen spielten sie besonders in den 1970er Jahren ihre Musik für ein politisch oft links-alternatives Publikum. Dabei kamen den Interpreten die vorherrschende deutsche Sprache zugute, mit der politische Botschaften leichter transportiert werden konnten. Parallel dazu wurde Folkmusik von breiten Kreisen, vor allem jungen Leuten, betrieben. So erschienen zahlreiche Liederbücher mit deutschen und ausländischen Texten, die weit verbreitet waren. Etwa um 1980 ebbte dieser Trend ab. 
Im 21. Jahrhundert propagieren einige deutsche Folk-Künstler ein „Deutschfolk-Revival“, also eine Wiederkehr des deutschen Volksliedes mit dem besagten Instrumentarium in das öffentliche Bewusstsein. 